# Percy George Hamnall Boswell
Percy George Hamnall Boswell OBE SRF FGS (7 août 1886 - 22 décembre 1960) est un géologue britannique.

## Biographie
Boswell est né à Woodbridge, Suffolk, fils de l'imprimeur George James Boswell d'Ipswich et de Mary Elizabeth Marshall de Tasmanie .
Il développe un intérêt précoce pour la géologie alors qu'il est à l'école à Ipswich grâce à la collecte de fossiles et à la visite de musées locaux. Adolescent, il fonde le Ipswich and District Field Club, ce qui le conduit à être élu membre de la Société géologique de Londres en 1907. Cependant, peut-être à la suite de ses explorations, il développe une choroïdite aux deux yeux à 18 ans et est presque devenu aveugle; il n'a jamais complètement retrouvé la vue de son œil droit .
Après avoir obtenu son baccalauréat ès sciences à l'Université de Londres, Boswell poursuit ses études à l'Imperial College de Londres, étudiant au Royal College of Science et à la Royal School of Mines sous la direction de William Whitehead Watts . Il rejoint le Collège royal en 1914 en tant que démonstrateur en géologie, mais le quitte trois ans plus tard pour devenir le premier titulaire de la chaire George Herdman de géologie à l'Université de Liverpool .
Boswell est investi en tant qu'officier de l'Ordre de l'Empire britannique dans les honneurs d'anniversaire de 1918 pour son travail pendant la Grande Guerre, en tant que conseiller géologique du ministère des Munitions. Pendant la guerre, il enquête sur les approvisionnements britanniques en sables de moulage destinés aux fonderies de métaux et devient finalement «une autorité reconnue en tant que pétrologue sédimentaire».
En 1930, il retourne comme professeur à l'Université de Londres. Il passe plusieurs décennies à travailler comme conseiller pour le Metropolitan Water Board sur la question de la chute de la nappe phréatique sous Londres .
Son travail en tant que géologue couvre de nombreux aspects, mais selon sa nécrologie dans The Times, ses meilleures contributions concernent peut-être la géologie récente d'East Anglia, "où il a été un pionnier pour donner un sens à la stratigraphie de la région avec son enregistrement d'alternance avances et reculs de la glace." .
Il est élu Fellow de la Royal Society en mai 1931  et est président de la Geological Society of London de 1940 à 1941. En 1934, il se rend en Afrique pour valider l'affirmation de Louis Leakey selon laquelle il a trouvé des restes fossiles d'Homo sapiens vieux de plus de 100 000 ans et est publiquement en désaccord avec les conclusions de Leakey.
Il est décédé à Ruthin, au Pays de Galles, en 1960 .